# Правило на Паскал
Правилото на Паскал е математическо равенство, отнасящо се до биномните коефициенти. Според това правило:
{\displaystyle {n-1 \choose k}+{n-1 \choose k-1}={n \choose k}}
Където {\displaystyle {x \choose y}} е комбинация от y елемента измежду x.

## Доказателство в рамките на комбинаториката
Нека да припомним определението за комбинация: {\displaystyle {n \choose k}} е броят на възможните начини, по които могат да бъдат подредени k елемента, избрани между множество от n елемента.
Нека да обозначим с Х един елемент измежду тези n елемента. Тогава, след всеки път, когато избираме k елемента измежду тези n, има две възможности: или X е в множеството на избраните елементи, или не е.
Първата възможност е Х да е един от избраните елементи, които са общо k. Тогава, останалите елементи могат да бъдат подредени по {\displaystyle {n-1 \choose k-1}} начина.
Втората възможност е Х да не е от избраните елементи. Тогава останалите елементи могат да бъдат подредени по {\displaystyle {n-1 \choose k}} начина.
Понеже събитията „Х е сред избраните елементи“ и „Х не е сред избраните елементи“ са несъвместими (т.е. не могат да бъдат верни по едно и също време), ако искаме да получим общия брой възможни подреждания, стига да съберем възможните подреждания в единия или другия случай, или:
{\displaystyle {n-1 \choose k}+{n-1 \choose k-1}={n \choose k}}, което искахме и да докажем.

## Алгебрично доказателство
{\displaystyle {n-1 \choose k}+{n-1 \choose k-1}=}
{\displaystyle ={(n-1)! \over k!(n-1-k)!}+{(n-1)! \over (k-1)!(n-1-(k-1))!}=}
{\displaystyle ={(n-1)! \over k!(n-1-k)!}+{(n-1)! \over (k-1)!(n-k))!}}
Понеже {\displaystyle (k-1)!={k! \over k}}, както и {\displaystyle (n-1-k)!=(n-k-1)!={\frac {(n-k)!}{n-k}}}, то
{\displaystyle (n-1)!\left({1 \over k!(n-1-k)!}+{1 \over (k-1)!(n-k))!}\right)=}
{\displaystyle =(n-1)!\left({n-k \over k!(n-k)!}+{k \over k!(n-k))!}\right)=}
{\displaystyle ={n(n-1)! \over k!(n-k)!}={n! \over k!(n-k)!}}, което е по определение {\displaystyle {n \choose k}}, което и трябваше да докажем.